# 物部真根
物部 真根（もののべ の まね、生没年不詳）は、奈良時代の防人。

## 経歴・人物
武蔵国橘樹郡の人物。天平勝宝7歳（755年）2月、防人として筑紫に派遣された際、我が家を恋しく思い詠んだ歌が『万葉集』に1首入集。

## 歌
- 家ろには 葦火焚けども 住みよけを 筑紫に至りて 恋しけ思はも[1]